# مجلس النقد

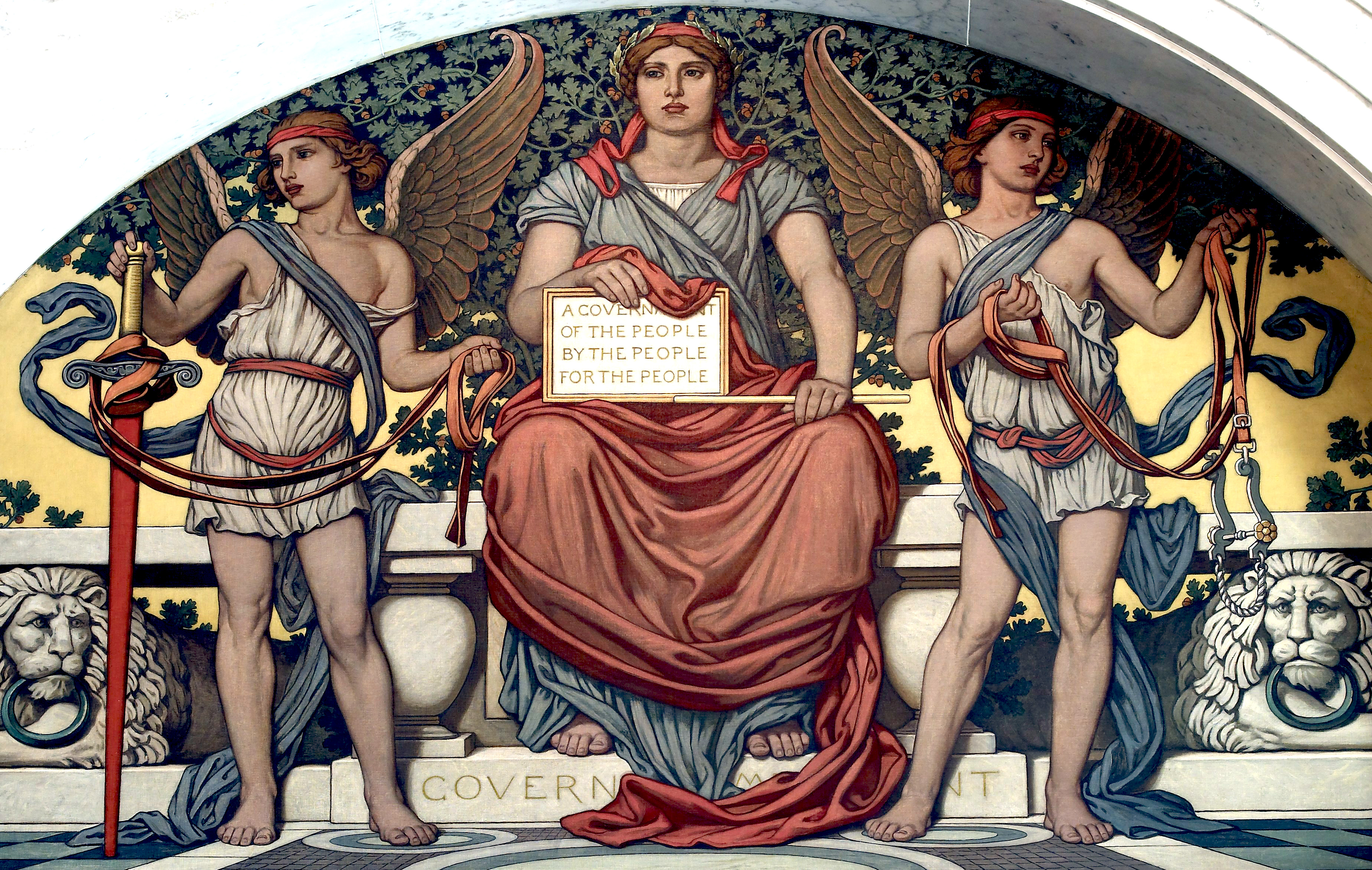

مجلس النقد أو مجلس العملات النقدية هو سلطة نقدية ينشئها البنك المركزي للحفاظ على سعر الصرف الثابت للعملة الأجنبية. ويهدف إلى إدارة سعر صرف عملته الخاصة بغرض تثبيت العرض النقدي والتحكم في التضخم.

## وصلات خارجية
- مجالس النقد والدولرة (موقع ويب مؤرشف)
- معهد جونز هوبكنز للاقتصاد التطبيقي، الصحة العالمية، ودراسة المشاريع التجارية، سلسلة كتب مجلس العملات،  سلسلة أوراق عمل دراسات في الاقتصاد التطبيقي (تتضمن العديد من الأوراق حول مجالس النقد)، ، والأرشيف الرقمي حول مجالس النقد.